# Jairzinho
Jair Ventura Filho (znan po vzdevku Jairzinho), brazilski nogometaš, * 25. december 1944, Rio de Janeiro, Brazilija.
Jairzinho je večji del svoje kariere igral za klub Botafogo de Futebol e Regatas v brazilski ligi, med letoma 1959 in 1974 ter 1981 in 1982. Za klub je odigral 413 prvenstvenih tekem in dosegel 186 golov. V drugem delu kariere je igral za večje število klubov.
Za brazilsko reprezentanco je odigral 81 uradnih tekem in dosegel 33 golov. Nastopil je na svetovnih prvenstvih v letih 1966, 1970 in 1974. Leta 1970 je z reprezentanco osvojil naslov svetovnega prvaka.